# Represa da garganta Iqueré
A represa da garganta de Iqueré (em inglês: Ikere Gorge) é uma importante barragem de aterro na área de governo local de Iseim, no estado de Oió, no sudoeste da Nigéria, no rio Ogum. A capacidade do reservatório é de 690 milhões de metros cúbicos. Foi iniciada pelo regime do general Olusegun Obasanjo, com suas operações começando em 1983, já sob Shehu Shagari. Foi planejada para gerar energia, fornecer água às comunidades locais e irrigar a terra. Porém, foi abandonada pouco depois. Em anos recentes foi reusada, com o governo federal aprovando a concessão de 6 MW a Iseim. Um relatório de 2004 disse que nenhuma irrigação havia ocorrido até agora, mas estavam sendo feitos esforços para implementar um dos cinco projetos de irrigação planejados. O projeto foi baseado no sistema de aspersão, que é difícil de gerenciar e requer que agricultores treinados.